# Rivière de la Guinaudée
La rivière de la Guinaudée est un cours d'eau qui coule à Haïti dans le département de Grand'Anse et l'arrondissement de Jérémie. Elle rejoint le golfe de la Gonâve à environ cinq kilomètres à l'Est de la ville de Jérémie.

## Géographie
La rivière de la Guinaudée prend sa source dans les contreforts du massif de la Hotte à l'ouest de la péninsule de Tiburon. Le cours d'eau se dirige vers le nord et se jette dans le golfe de la Gonâve entre les bouches de deux larges fleuves Grande-Anse à l'Ouest et Voldrogue à l'Est qui l'enserrent depuis sa source. 
Son lit est étroit, mais ses crues sont importantes. Un nouveau pont enjambe la rivière de la Guinaudée à la hauteur du Vieux-Bourg pour permettre à la route nationale N°7 de franchir ce cours d'eau après avoir franchi ceux de la Voldrogue et de Grande-Anse.